# Катетър
Катетърът е куха, гъвкава тръба с променлив диаметър, която се поставя в част от тялото с цел диагностика или извършване на медицинска процедура на същото място.
Катетърът може да се постави в тялото по различни начини:
- През мрежата от кръвоносни съдове, в тялото се поставя през стената на кръвоносните съдове в близост до кожата (например артерия в слабините). Тази процедура се нарича катетеризация.
- През естествен отвор в тялото като уретрата.
- През разрез, направен в тъканите – например за поставяне на катетър в част от тялото като гръдния кош, коремната кухина или пикочния мехур.
- Поставяне на катетър чрез хирургическа операция в тялото.